# 海和尚
海和尚，是台灣民間傳說中出現在台灣海峽的水怪，會給航行中的船隻帶來災禍。
在《子不语》·卷十八亦有海和尚的故事。

## 外表
關於海和尚的外型有很多種說法，最普遍的說法是認為海和尚有著巨大而類似猿猴或人形的身體、全身都是赤紅色的、背上還有四片沒有甲殼或鱗片的肉翅，遇到人就會一直笑；另外也有認為牠們是半人半魚、或是本身就是某種特殊大魚的說法。

## 能力
傳說中若航行的途中遇到海和尚是相當不祥的事，海和尚會給船隻招來厄運，讓它們遇上暴風雨或是翻船的災難，以前的人遇到海和尚時會燒香和紙錢驅走厄運。

## 相關傳說
在其他記載中，台灣海峽裡棲息著類似人形的人魚，船隻遇到人魚的話一樣會招來災禍；而日本傳說中的海坊主，也是外表類似人形和尚的巨大海怪，並且會把船隻弄翻，兩者都跟海和尚的傳說很類似。